# 100 metros costas
100 metros costas é a modalidade olímpica de velocidade do estilo costas da natação.

## Recordes mundiais masculinos

### Piscina longa (50m)
| Tempo  | Nadador                   | Data                    |
| ------ | ------------------------- | ----------------------- |
| 1:02.2 | AUS David Theile          | 6 de dezembro de 1956   |
| 1:01.5 | AUS John Monckton         | 15 de fevereiro de 1958 |
| 1:01.3 | USA Robert Bennett        | 19 de agosto de 1961    |
| 1:01.0 | USA Tom Stock             | 11 de agosto de 1962    |
| 1:00.9 | USA Tom Stock             | 12 de agosto de 1962    |
| 1:00.8 | FRG Ernst-Joachim Küppers | 28 de agosto de 1964    |
| 1:00.0 | USA Thompson Mann         | 3 de setembro de 1964   |
| 59.6   | USA Thompson Mann         | 16 de outubro de 1964   |
| 59.5   | USA Douglas Russell       | 28 de agosto de 1967    |
| 59.3   | USA Charles Hickcox       | 28 de agosto de 1967    |
| 59.1   | USA Charles Hickcox       | 31 de agosto de 1967    |
| 58.4   | GDR Roland Matthes        | 21 de setembro de 1967  |
| 58.0   | GDR Roland Matthes        | 26 de outubro de 1968   |
| 57.8   | GDR Roland Matthes        | 23 de agosto de 1969    |
| 56.9   | GDR Roland Matthes        | 8 de setembro de 1970   |
| 56.7   | GDR Roland Matthes        | 4 de setembro de 1971   |
| 56.3   | GDR Roland Matthes        | 8 de abril de 1972      |
| 56.30  | GDR Roland Matthes        | 4 de setembro de 1972   |
| 56.19  | USA John Naber            | 18 de julho de 1976     |
| 55.49  | USA John Naber            | 19 de julho de 1976     |
| 55.44  | USA Rick Carey            | 6 de agosto de 1983     |
| 55.38  | USA Rick Carey            | 6 de agosto de 1983     |
| 55.19  | USA Rick Carey            | 21 de agosto de 1983    |
| 55.17  | URS Igor Polyansky        | 15 de março de 1988     |
| 55.16  | URS Igor Polyansky        | 16 de março de 1988     |
| 55.00  | URS Igor Polyansky        | 16 de julho de 1988     |
| 54.95  | USA David Berkoff         | 12 de agosto de 1988    |
| 54.91  | USA David Berkoff         | 12 de agosto de 1988    |
| 54.51  | USA David Berkoff         | 24 de setembro de 1988  |
| 53.93  | USA Jeff Rouse            | 25 de agosto de 1991    |
| 53.86  | USA Jeff Rouse            | 31 de julho de 1992     |
| 53.60  | USA Lenny Krayzelburg     | 24 de agosto de 1999    |
| 53.45  | USA Aaron Peirsol         | 21 de agosto de 2004    |
| 53.17  | USA Aaron Peirsol         | 2 de abril de 2005      |
| 52.98  | USA Aaron Peirsol         | 27 de março de 2007     |
| 52.89  | USA Aaron Peirsol         | 1 de julho de 2008      |
| 52.54  | USA Aaron Peirsol         | 12 de agosto de 2008    |
| 52.38  | ESP Aschwin Wildeboer     | 1 de julho de 2009      |
| 51.94  | USA Aaron Peirsol         | 8 de julho de 2009      |
| 51.85  | USA Ryan Murphy           | 13 de agosto de 2016    |

### Piscina curta (25m)
| Tempo | Nadador                                    | Data                   |
| ----- | ------------------------------------------ | ---------------------- |
| 50.32 | USA Peter Marshall                         | 26 de março de 2004    |
| 49.99 | USA Ryan Lochte                            | 9 de abril de 2006     |
| 49.94 | USA Peter Marshall                         | 11 de novembro de 2008 |
| 49.63 | USA Peter Marshall                         | 15 de novembro de 2008 |
| 49.32 | RUS Stanislav Donets                       | 14 de dezembro de 2008 |
| 49.20 | ESP Aschwin Wildeboer                      | 21 de dezembro de 2008 |
| 49.17 | RUS Arkady Vyatchanin                      | 12 de dezembro de 2009 |
| 48.97 | RUS Arkady Vyatchanin RUS Stanislav Donets | 13 de dezembro de 2009 |
| 48.94 | USA Nick Thoman                            | 18 de dezembro de 2009 |

## Recordes mundiais femininos

### Piscina longa (50m)
| Tempo   | Nadadora                 | Data                    |
| ------- | ------------------------ | ----------------------- |
| 1:07.7  | USA Cathy Ferguson       | 14 de outubro de 1964   |
| 1:07.4  | ZAF Ann Farlie           | 23 de julho de 1966     |
| 1:07.3  | CAN Elaine Tanner        | 27 de julho de 1967     |
| 1:07.1  | CAN Elaine Tanner        | 30 de julho de 1967     |
| 1:06.7  | ZAF Karen Muir           | 30 de janeiro de 1968   |
| 1:06.4  | ZAF Karen Muir           | 6 de abril de 1968      |
| 1:06.2  | USA Kaye Hall            | 23 de outubro de 1968   |
| 1:05.6  | ZAF Karen Muir           | 6 de julho de 1969      |
| 1:05.39 | GDR Ulrike Richter       | 18 de agosto de 1973    |
| 1:04.99 | GDR Ulrike Richter       | 4 de setembro de 1973   |
| 1:04.78 | CAN Wendy Elizabeth Cook | 31 de janeiro de 1974   |
| 1:04.43 | GDR Ulrike Richter       | 8 de julho de 1974      |
| 1:04.09 | GDR Ulrike Richter       | 22 de agosto de 1974    |
| 1:03.30 | GDR Ulrike Richter       | 23 de agosto de 1974    |
| 1:02.98 | GDR Ulrike Richter       | 1 de setembro de 1974   |
| 1:02.60 | GDR Ulrike Richter       | 14 de março de 1976     |
| 1:01.62 | GDR Kornelia Ender       | 3 de junho de 1976      |
| 1:01.51 | GDR Ulrike Richter       | 5 de junho de 1976      |
| 1:01.51 | GDR Rica Reinisch        | 20 de julho de 1980     |
| 1:01.50 | GDR Rica Reinisch        | 22 de julho de 1980     |
| 1:00.86 | GDR Rica Reinisch        | 23 de julho de 1980     |
| 1:00.59 | GDR Ina Kleber           | 24 de agosto de 1984    |
| 1:00.31 | HUN Krisztina Egerszegi  | 22 de agosto de 1991    |
| 1:00.16 | CHN He Cihong            | 10 de setembro de 1994  |
| 59.58   | USA Natalie Coughlin     | 13 de agosto de 2002    |
| 59.44   | USA Natalie Coughlin     | 27 de março de 2007     |
| 59.21   | USA Natalie Coughlin     | 17 de fevereiro de 2008 |
| 59.15   | USA Hayley McGregory     | 30 de junho de 2008     |
| 59.03   | USA Natalie Coughlin     | 30 de junho de 2008     |
| 58.97   | USA Natalie Coughlin     | 1 de julho de 2008      |
| 58.77   | ZWE Kirsty Coventry      | 11 de agosto de 2008    |
| 58.48   | RUS Anastasia Zueva      | 27 de julho de 2009     |
| 58.12   | GBR Gemma Spofforth      | 28 de julho de 2009     |

### Piscina curta (25m)
| Tempo | Nadadora             | Data                    |
| ----- | -------------------- | ----------------------- |
| 59.41 | USA Angel Martino    | 21 de novembro de 1993  |
| 58.50 | USA Angel Martino    | 3 de dezembro de 1993   |
| 58.45 | JPN Reiko Nakamura   | 4 de março de 2001      |
| 57.08 | USA Natalie Coughlin | 29 de novembro de 2001  |
| 56.71 | USA Natalie Coughlin | 23 de novembro de 2002  |
| 56.51 | USA Natalie Coughlin | 28 de outubro de 2007   |
| 56.15 | JPN Shiho Sakai      | 22 de fevereiro de 2009 |
| 55.23 | JPN Shiho Sakai      | 15 de novembro de 2009  |